# LaMarcus Adna Thompson
LaMarcus Adna Thompson (Jersey, Ohio, 1848. március 8. – Glen Cove, New York, 1919. május 8.) amerikai feltaláló és üzletember volt, számos hullámvasút kifejlesztéséről híres.

## Korai évek
Kamaszkorában már ügyes ács volt. 1873-ban az indianai Elkhartban, egy élelmiszerboltban dolgozott, és ott kezdett el tervezni egy olyan eszközt, amely varrás nélküli harisnyanadrág létrehozására képes. Nagy vagyont sikerült szereznie, de megromlott egészsége miatt fel kellett hagynia ezzel.

## A gravitáció atyja

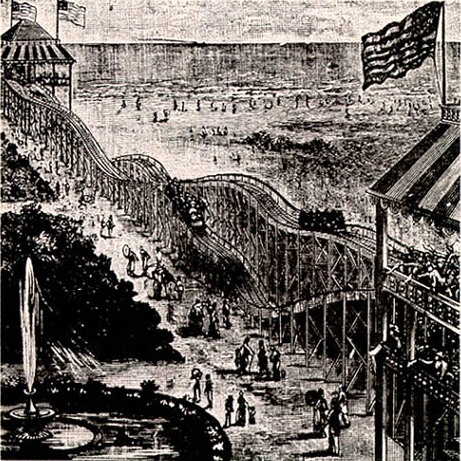
Gravity Switchback Railway

Thompson legismertebb munkája a hullámvasutak kifejlesztése, ami miatt „a gravitáció atyjának” is nevezik őt. Nem ő találta fel a hullámvasutakat, azt John G. Taylor szabadalmaztatta „sikló vonat” néven. Azonban Thompson egész élete során kb. harminc hullámvasút technológiáját szabadalmaztatta, a legelsőt 1885. január 20-án. Egyik ilyen volt a Gravity Switchback Railway nevű hullámvasútja 1885. december 22-én. Ez a hullámvasút 1884-ben nyitotta meg kapuit Coney Island-en (Brooklyn). Ezután mind az Egyesült Államokban, mind Európában további hullámvasutakat is épített. 1887-ben James A. Griffiths tervezővel együtt nyitották meg a Scenic Railway nevű társaságot Atlantic Cityben, majd 1895-ben ügyvezetője lett az L. A. Thompson Scenic Railway Company nevű társaságnak.